# Bani Ubajd
Bani Ubajd (arab. بني عبيد) – miasto w Egipcie, w muhafazie Ad-Dakahlijja. W 2006 roku liczyło 30 048 mieszkańców.